# Oddvør Johansen
Oddvør Johansen (født 30. oktober 1941 i Tórshavn) er en en færøsk forfatterog organist ved Tórshavn Domkirke. I 2001 blev hun som den første kvinde blevet nomineret til Nordisk Råds litteraturpris. I januar 2015 modtog hun Sømdargáva landsins 2014, som er en årlig ydelse på 20.000 kr. resten af livet.

## Biografi
Oddvør Johansen er født i 1941 som datter af orgelbygger Verland Johansen og Ebba Restorff.
Faren var oprindelig møbeldesigner, men skiftede efter 50 år til orgelbygger og konstruerede 20 orgler til forskellige færøske kirker. Oddvør voksede op i et meget musikalsk hjem, hvilket også afspejlede sig i hendes senere forfatterskab. Efter skilsmisse fra hendes første ægteskabs, flyttede hun til Danmark med violinisten Kanny Sambleben, og det ene af to adoptivbørn. Kanny Sambleben havde desuden allerede en datter, den senere berømte fløjtenist Michala Petri. I 1978 giftede Oddvør sig med Kanny Sambleben og sammen fik de yderligere to børn. I 1987 flyttede familien tilbage til Færøerne.

## Forfatterskab
Oddvør Johansen debuterede som forfatterinde i 1982 med bogen Livets sommer, for hvilke hun vandt Færøernes litteraturpris. Det var en af de første færøske romaner skrevet af en kvinde, og er siden oversat til både dansk og svensk. I 1989 modtog hun en færøsk børnebogspris for bogen  Skip í eygsjón ("Skib i øjesyn") – en realistisk roman omhandlende perioden omkring starten på den 19. århundrede. I 2001 blev hun indstillet til Nordisk Råds litteraturpris med bogen - Í morgin er aftur ein dagur ("I morgen er endnu en dag"). I 2002 blev hun tildelt Færøernes litteraturpris for bogen Tá ið eg havi málað summarhúsið ("Når jeg har malet sommerhuset"), og i 2004 vandt hun med bogen Sebastians hús en romankonkurrence i forbindelse med en årlig kunstfestival holdt på Nordens Hus. Bogen er siden oversat til islandsk. Alle hendes bøger er skrevet i hånden .